# Отношения Германии и Иракского Курдистана
Отношения Германии и Иракского Курдистана — двусторонние дипломатические отношения между Германией и Иракским Курдистаном.

## История
В 1992 году курды Ирака открыли дипломатическую миссию в Берлине, установив прямые контакты с правительством Германии. Кроме того, дипломатическая миссия должна была координировать поставки гуманитарной помощи из Германии в Иракский Курдистан, а также информировать германскую общественность и средства массовой информации об общей ситуации в регионе.
В августе 2014 года правительство Германии приняло решение оказать военную помощь курдским повстанцам Пешмерга, которые противостояли продвижению боевиков Исламского государства в северные районы Ирака. Франк-Вальтер Штайнмайер заявил, что Германия не может ограничиваться только словесной поддержкой курдских сил безопасности в их борьбе против Исламского государства и при этом отказывать им в оказании военной помощи. В августе 2014 года в Иракский Курдистан прибыла первая партия нелетальной военной техники из Германии. В начале сентября 2014 года Германия направила летальное оружие, включая штурмовые винтовки, пулеметы, пистолеты, противотанковые орудия, приборы ночного видения и радиоприемники. Объёма оказанное помощи оказалось достаточно для 4000 курдских солдат. Германия также направила военную связную группу в Эрбиль для координации распределения помощи. К 5 сентября 2014 года объём оказанной Германией военной помощи составил сумму 89 млн. долларов США. 28 сентября 2014 года министр обороны Германии Урсула фон дер Ляйен прибыла в Эрбиль и сделала заявление, что Германия продолжит оказывать военную поддержку курдским повстанцам, а в октябре 2014 года германские военные инструкторы начали тренировать Пешмерга.
В январе 2015 года министр обороны Урсула фон дер Ляйен снова прибыла в Иракский Курдистан, где посетила тренировочный лагерь в котором германские солдаты обучали курдских повстанцев. Урсула фон дер Ляйен заверила, что Германия будет и впредь поддерживать Иракский Курдистан. В феврале 2015 года во время Мюнхенской конференции по безопасности президент Иракского Курдистана Масуд Барзани встретился с Ангелой Меркель и министром обороны Германии Урсулой фон дер Ляйен, чтобы обсудить военную помощь курдским повстанцам. В мае 2015 года Германия решила поставить ещё 500 единиц ПТРК Милан, 30 ракетных пусковых установок, ракеты типа «Panzerfaust», штурмовые винтовки HK G3 и HK G36, а также боеприпасы к ним. С апреля по май 2015 года пять самолетов с военной помощью были отправлены из Германии в Иракский Курдистан. В октябре 2015 года министр обороны Урсула фон дер Ляйен заявила, что 4700 курдских повстанцев прошли подготовку у германских инструкторов. В январе 2016 года Германия открыла тренировочную базу в Эрбиле для того, чтобы тренировать большее количество солдат Пешмерга.
В августе 2016 года правительство Германии приняло решение увеличить объём оказания военной помощи Иракскому Курдистану: по данным министерства обороны Германии они на тот момент направили уже около 70 тонн оружия курдам. В начале ноября 2016 года новая партия германского оружия была доставлена в Иракский Курдистан. В апреле 2017 года Министр иностранных дел Германии Зигмар Габриэль встретился с президентом Иракского Курдистана Масудом Барзани и заявил, что высоко оценивает усилия курдов в борьбе против ИГИЛ.

## Дипломатические отношения
Германия имеет генеральное консульство в Эрбиле с 2012 года, а Иракский Курдистан имеет дипломатическое представительство в Берлине с 1992 года. Состоялось несколько встреч на высоком уровне между двумя сторонами, в том числе визит в Берлин президента Иракского Курдистана Масуда Барзани в 2009 году, где он провёл переговоры с федеральным канцлером Германии Ангелой Меркель и министром иностранных дел Франком-Вальтером Штайнмайером. В 2014 году президент Масуд Барзани назвал Германию одним из верных союзников Иракского Курдистана в войне против Исламского государства. В августе 2017 года генеральный консул Германии Марк Айхорн назвал отношения с Иракским Курдистаном «превосходными».